# Puszkino (obwód saratowski)
Puszkino (ros. Пушкино) – osiedle typu miejskiego w Rosji, w obwodzie saratowskim, w rejonie sowieckim. W 2010 liczyło 2457 mieszkańców.